# Ясский Трёхсвятительский монастырь
Ясский Трёхсвятительский монастырь (Монастырь Трёх Святителей рум. Mănăstirea Sfinţii Trei Ierarhi din Iaşi) — мужской монастырь Ясской архиепископии Румынской православной церкви в городе Яссы. Монастырь входит в предварительный список объектов всемирного наследия ЮНЕСКО.
Монастырь построен в 1637—1639 годах при покровительстве молдавского господаря Василия Лупу. Для строительства были приглашены иностранные строители, в том числе архитектор церкви армянин Ианаке из Константинополя. Монастырский храм освящён 6 мая 1639 года митрополитом Молдавским Варлаамом. В 1641—1642 года русские мастера Сидор Поспеев, Яков Гаврилов, Дейло Яковлев и Пронка Никитин, а также молдавские мастера Николай Зугравул и Штефан Зугравул выполнили роспись церкви.
Монастырь стал важным образовательным и научным центром. В 1640 году в его стенах открылась славяно-греко-латинская школа, созданная по образцу Киевской коллегии. Новую школу возглавил иеромонах Софроний (Почаский), получивший образование в Киевской коллегии и одно время бывший её ректором. Иеромонах Софроний привёз из Киева печатный станок и открыл типографию при монастыре, в которой в 1643 году была отпечатана первая молдавская книга — «Казания» митрополита Варлаама.
В 1641 году из церкви Святого Георгия на Фанаре в монастырь были перенесены мощи святой преподобной Параскевы Сербской, хранившиеся здесь до 1889 года, когда они были перенесены в Митрополичий собор. В 1642 году в обители состоялся всеправославный Ясский собор. В 1646 году Василий Лупу передаёт её во владение Святой горы Афон. Монастырь серьёзно пострадала от землетрясений 1701, 1738, 1790, 1802 и 1829 годов, а также пожара 1827 года. В 1863 году в ходе секуляризационной реформы Ясский Трёхсвятительский монастырь был упразднён и превращён в музей.
В 1882—1904 годах проведена реконструкция монастырской церкви под руководством французского архитектора Андре Леконта дю Нуи. 3 октября 1904 года митрополит Молдавский Парфений (Клинчени) совершил освящение храма в присутствии короля Кароля I и его супруги королевы Елизаветы.
В 1994 году под руководством о. Климента (Хараламба) в обители возродилась монашеская жизнь. В 1995—2012 годах проводились работы по реставрации монастырской церкви. В 2008—2021 году настоятелем монастыря стал архимандрит Никифор (Хория). 21 апреля 2021 года новым настоятелем назначен иеромонах Елисей (Недеску).